# McLaren M5A
O M5A foi o modelo da McLaren das temporadas de 1967 e 1968 da F1. 
Foi guiado por Bruce McLaren, Denny Hulme e Jo Bonnier.
McLaren